# Bahía de Fornells

## Descripción
La bahía de Fornells, en menorquín Badia de Fornells,  es una importante bahía situada en la costa norte de la isla de Menorca, en las Islas Baleares (España).
La bahía tiene unos 4 kilómetros de profundidad en dirección norte-sur y una anchura máxima en su zona más ancha de 1,5 kilómetros. 
Está considerado la segunda bahía más amplia de la isla después de la de Mahón.
En su costa oeste están ubicadas las dos únicas poblaciones asentadas en sus orillas que son Fornells y Ses Salines (en español, Las Salinas), ambas pertenecientes al término municipal de Mercadal.
Su costa este la forma la Mola de Fornells que está deshabitada.
Al fondo de la bahía se encuentran dos salinas, una junto a la localidad de Ses Salines y otra situada en el extremo sur de la bahía que recibe el nombre de Salines Noves (en español, Salinas Nuevas).
Dentro de la bahía están ubicadas tres islas:
- Isla de Ses Sargantanes, en español, Isla de Las Lagartijas.
- Isla des Rovells, en español Isla de las Yemas
- Isla d'es Porros, en español Isla de los Puerros, también denominada Escull des Corb Marí, en español Bajo de los Cormoranes.

## Uso náutico
Por sus características como bahía bastante cerrada, es de interés náutico.
El puerto de Fornells sirve de abrigo a embarcaciones recreativas así como de una cada vez más escasa flota pesquera.
También alberga una escuela de vela y windsurf así como negocios de alquiler de veleros, pequeñas embarcaciones a motor y piraguas.

## Cartografía
Hoja de cartografía terrestre del CNIGː
Hoja n.º 618 de la serie MTN50 del  Insitituto Geográfico Nacional. (Descarga gratuita en formato digital en Centro de descargas del  Centro Nacional de Información Geográfica)
«Centro de descargas del Centro Nacional de Información Geográfica» (en español, inglés y francés).
Cartas náuticas del Instituto Hidrográfico de la Marina;
- D 436 Isla de Menorca (I Edición 2004)

- 4262  Carta náutica Puerto de Fornells i bahía de Tirant